# Osmia rufohirta
Osmia rufohirta är en biart som beskrevs av Pierre André Latreille 1811. Den ingår i släktet murarbin, och familjen buksamlarbin.

## Underarter
Arten delas in i följande underarter:
- O. r. rufohirta
- O. r. soror

## Beskrivning
Osmia rufohirta har svart grundfärg och rödbrun behåring. På ryggen har tergiterna tunna, grå hårband i bakkanterna. Arten är lik Osmia bicolor, men aningen mindre; kroppslängden är 8 till 12 mm.

## Utbredning
Utbredningsområdet omfattar Centraleuropa, Östeuropa, Sydeuropa, Nordafrika samt sydvästra och norra Asien. Båda underarterna förekommer i Europa. I övrigt förekommer underarten O. r. rufohirta i Kirgizistan, Tadzjikistan, Turkmenistan och Uzbekistan i norra Asien, samt i Turkiet, Iran och Syrien i sydvästra Asien, medan underarten O. r. soror finns i Nordafrika (Marocko, Algeriet och Tunisien) samt Israel och Jordanien i sydvästra Asien.

## Ekologi
Arten är inte särskilt studerad, men den antas leva i gräsmarker och skogsbryn, möjligtvis även längre in i skogar. Arten är polylektisk, den flyger till blommande växter från många olika familjer. Den föredrar ärtväxter, men flyger också till familjer som korgblommiga växter, korsblommiga växter, nejlikväxter, väddväxter och olika enhjärtbladiga växter. Flygtiden varar mellan maj och juli.

### Fortplantning
Som alla murarbin är arten solitär (icke-social); honan ansvarar själv för ungarnas omsorg. Larvbona inrättas i gamla, tomma snäckskal, vanligen från släktena Placostylus, Candidula, Helicella, Helicopsis, Monacha, Pomatias och Theba. Varje snäckskal rymmer ett ägg, och honan kan transportera skalen över två meter till skyddade platser, som undersidan av stenar, bland vissna löv eller i grästuvor. Skalen förslutes med en plugg bestående av en blandning av småsten och jord mellan två lager av tuggade blad.